# Citizens Bank Park
Citizens Bank Park es un parque de béisbol con sede en Filadelfia, dentro del South Philadelphia Sports Complex. Es el campo de los Philadelphia Phillies, una franquicia de la Major League Baseball (MLB). Es comúnmente conocido por los lugareños simplemente como "The Bank" o "CBP". Abrió sus puertas el 3 de abril de 2004, y llevó a cabo su primer juego de béisbol de la temporada regular el 12 de abril del mismo año, con una derrota de los Phillies ante los Cincinnati Reds, 4-1.
El estadio fue construido para reemplazar al ahora demolido Veterans Stadium (un centro centro multiusos de Fútbol americano y baseball), y cuenta con césped natural y campo de tierra de juego, también cuenta con una serie de puestos de comida al estilo Filadelfia, incluyendo varios que sirven Cheesesteak, hoagies, y otras especialidades regionales. El estadio se encuentra en la esquina noreste del complejo deportivo, que incluye el Lincoln Financial Field, Wells Fargo Center y XFINITY Live!. La capacidad del estadio es de 43.651 asientos.

## Galería de Fotos

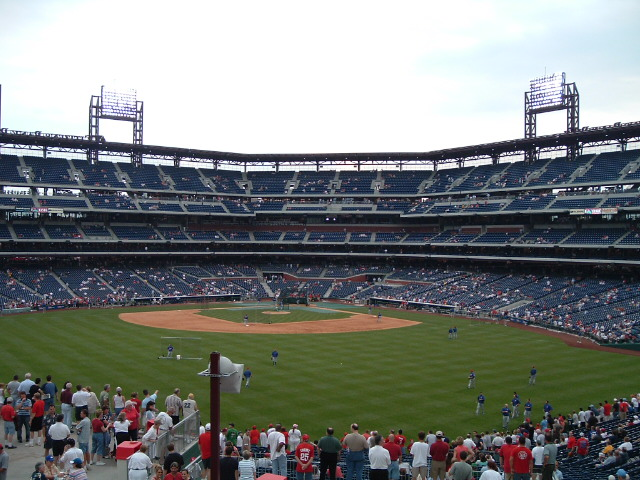
Vista a Campo abierto desde el callejón Ashburn
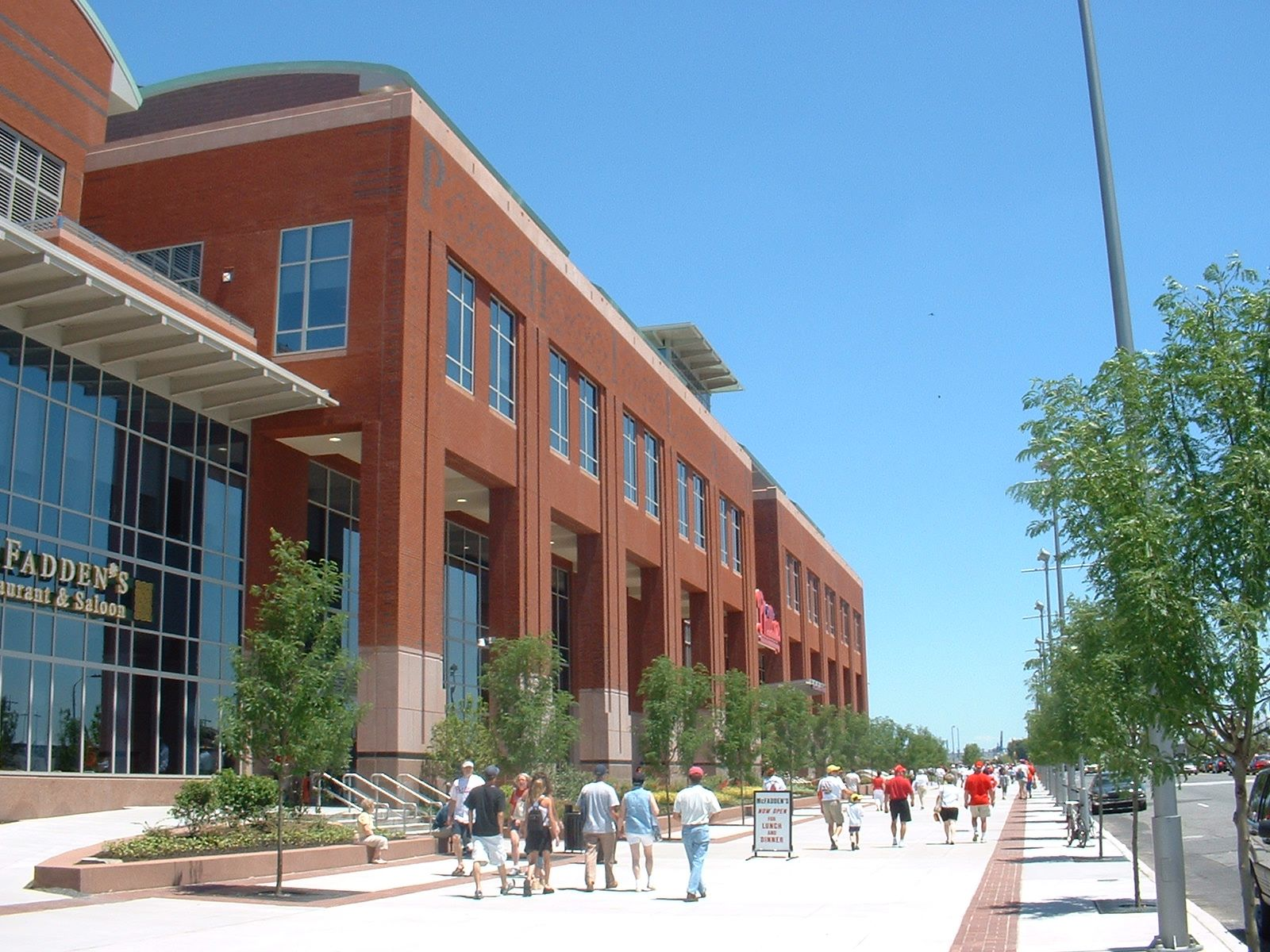
lado del Home plate de la CBP en la Avenida Pattison
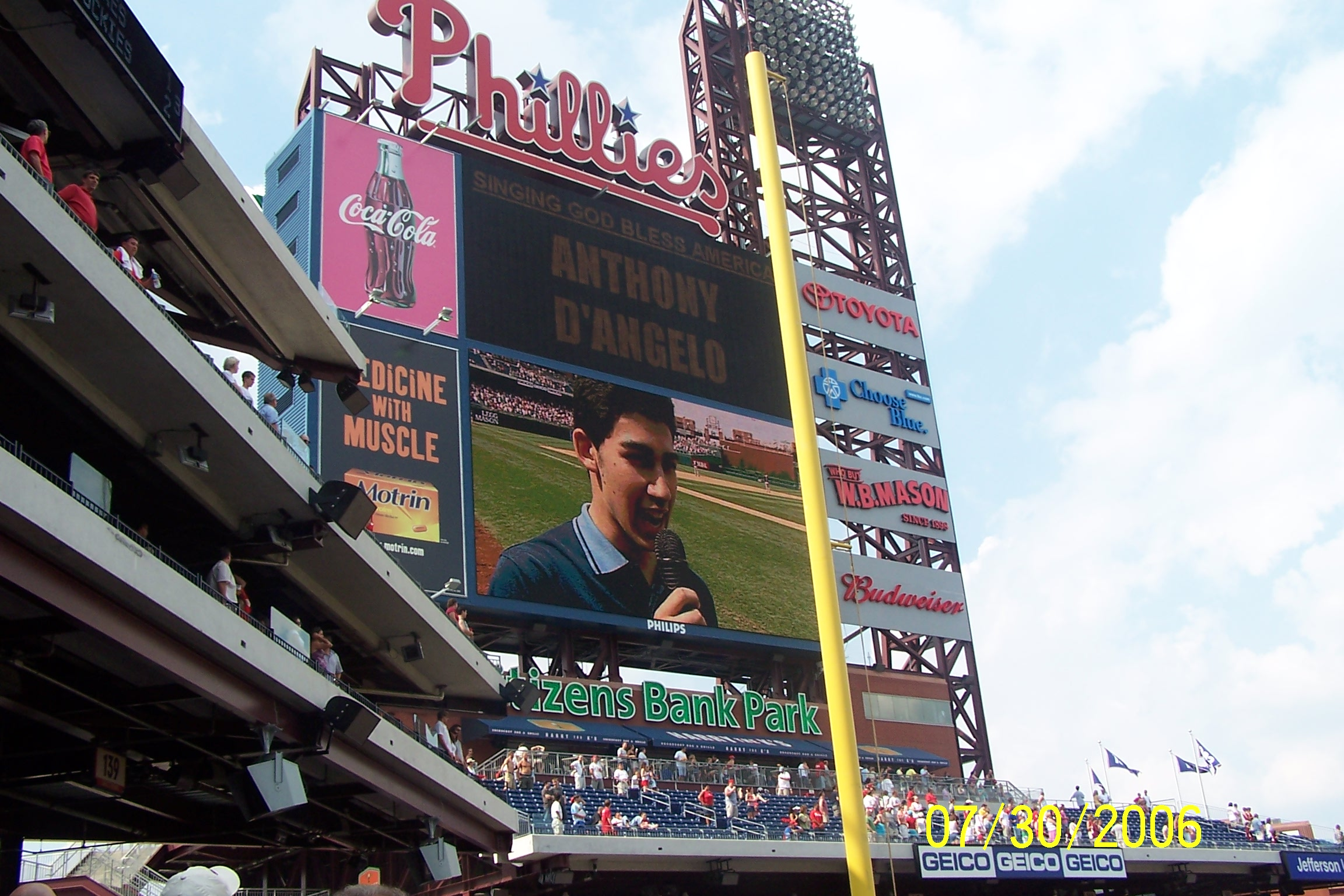
Cuadro de indicadores del Interior con Singer
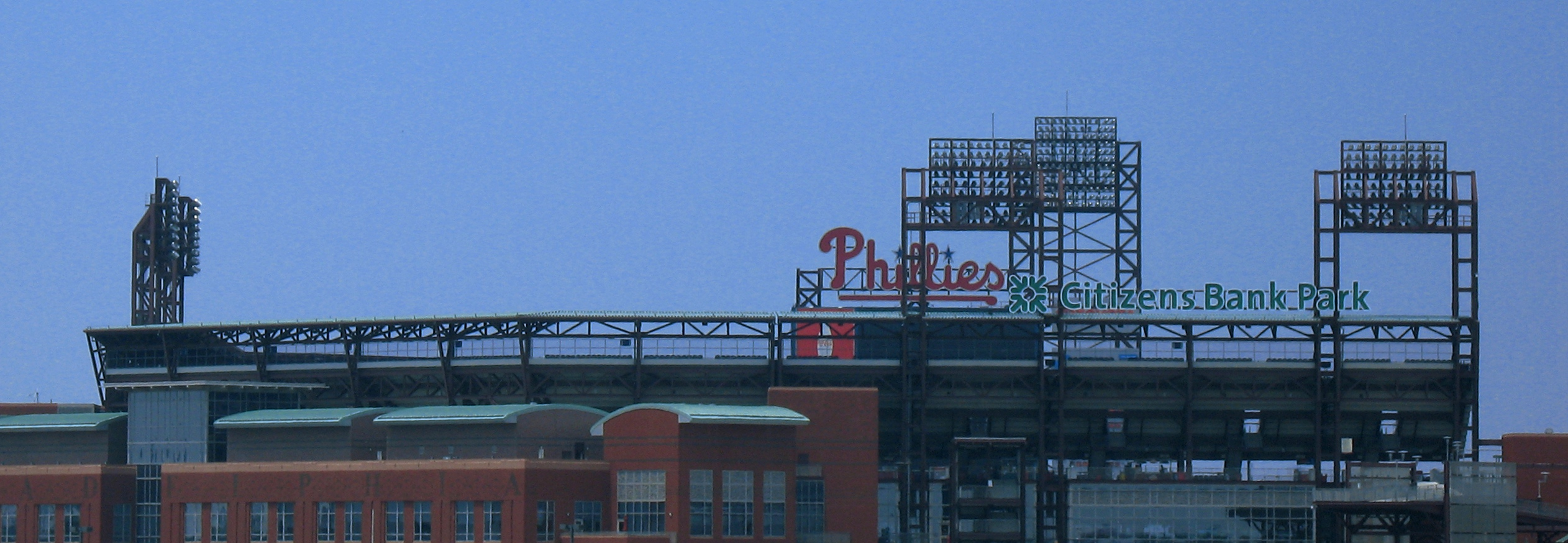
Vista desde elI-95
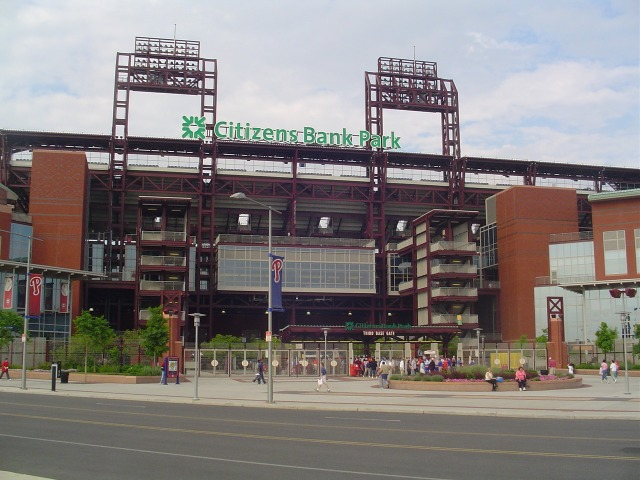
La entrada del Estadio
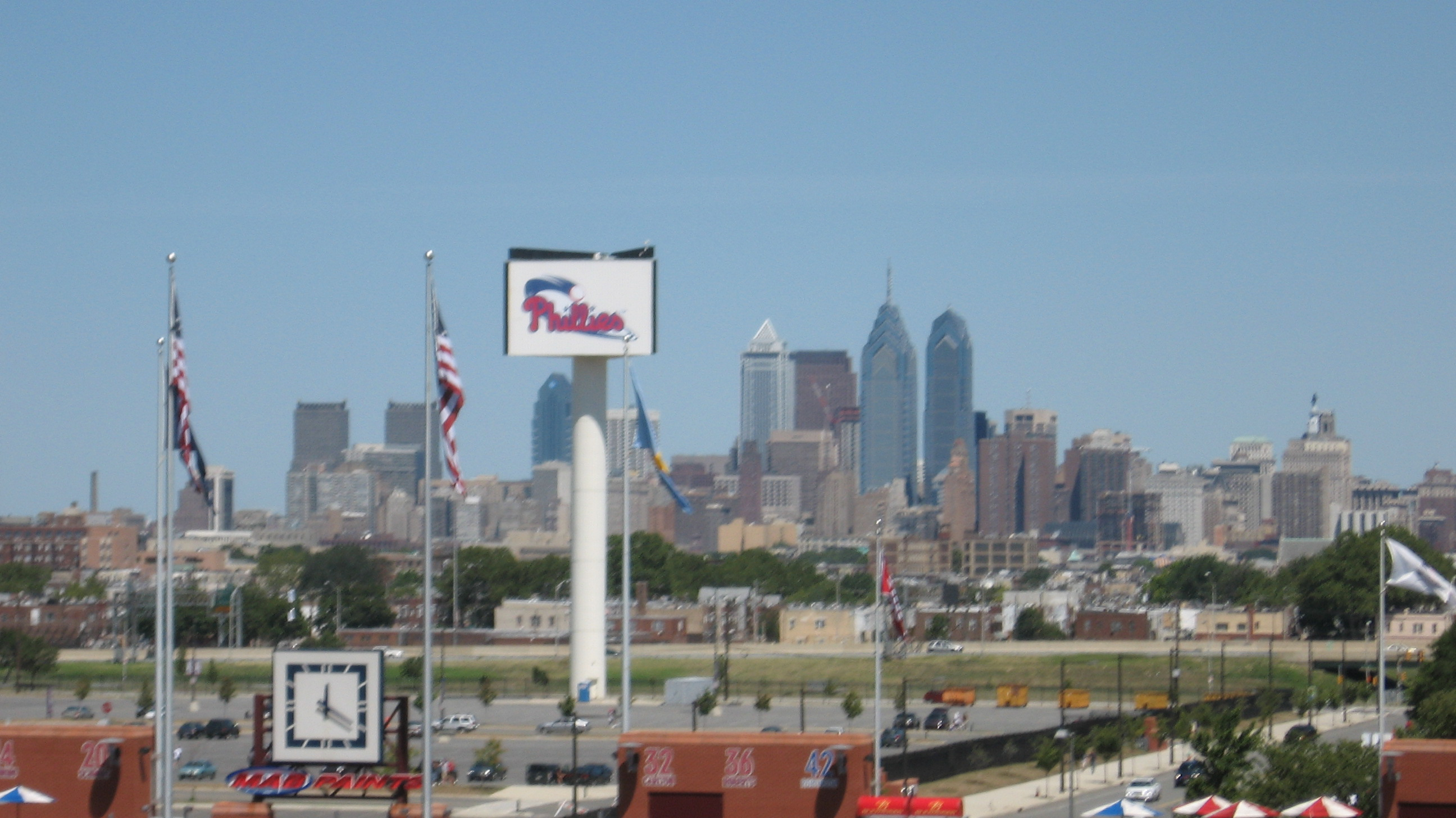
Una vista del horizonte desde el interior
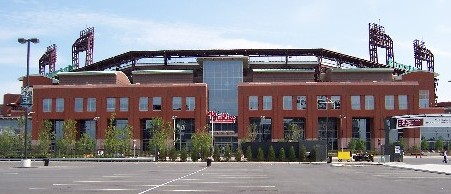
El frente del parque como se ve desde la playa de estacionamiento en el Lincoln Financial Field.
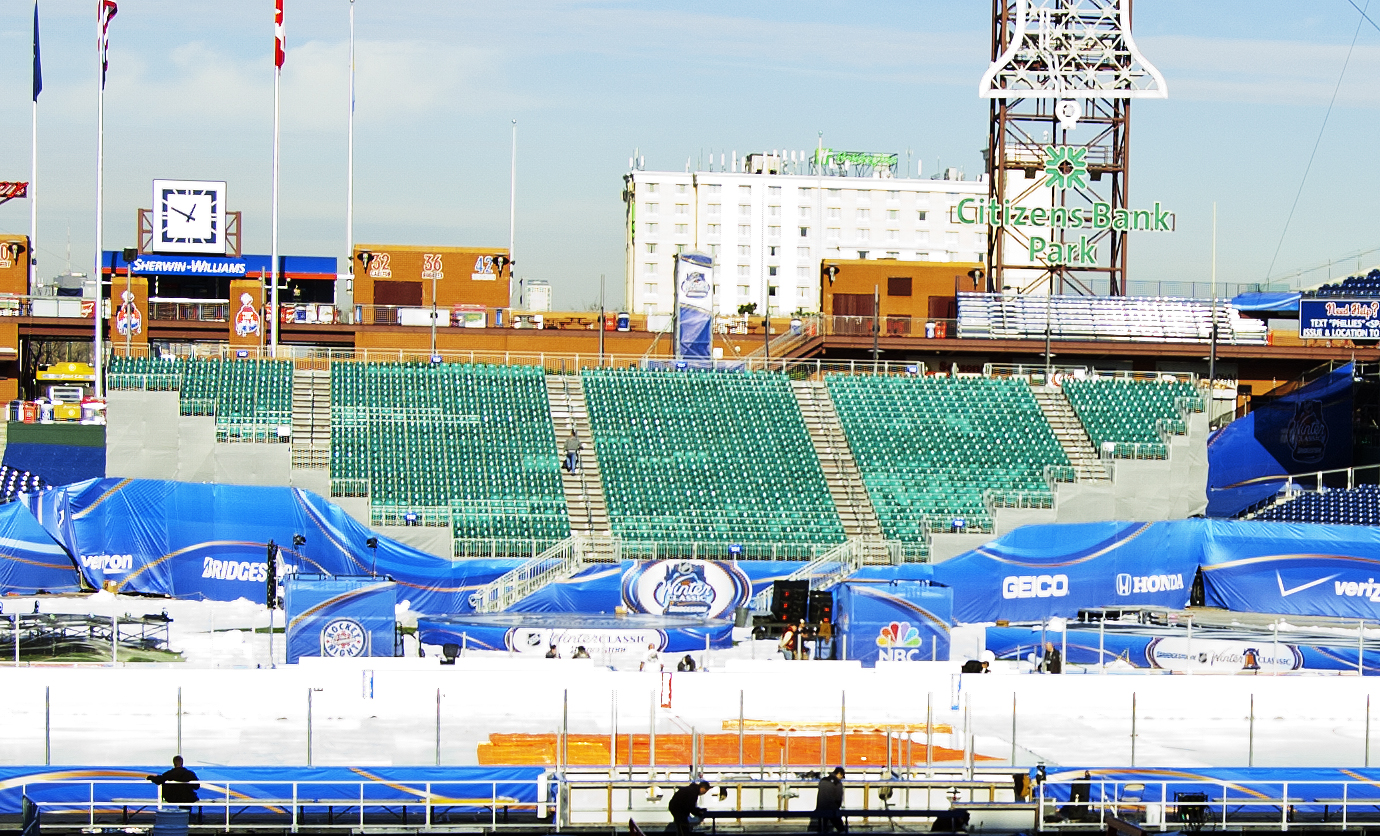
Gradas temporales del jardín del centro agregados para el Clásico de invierno de la NHL del 2012